# Dženín
Dženín (arabsky  جنين‎, hebrejsky גֶ'נִין‎ [dženin], případně též Džanín nebo Džinín) je palestinské město nacházející se na severu Západního břehu Jordánu.
V červnu 1948 bylo krátce v rámci Operace Jicchak dobyto Izraelci, pak do roku 1967 bylo součástí Západního břehu Jordánu obsazeného Jordánskem. Město je administrativním centrem dženínského guvernorátu a je hlavním zemědělským centrem oblasti. V roce 2007 zde žilo 120 tisíc obyvatel. V části města vedené z finančních důvodů jako uprchlický tábor nesoucí stejné jméno žilo přes 20 300 obyvatel. 

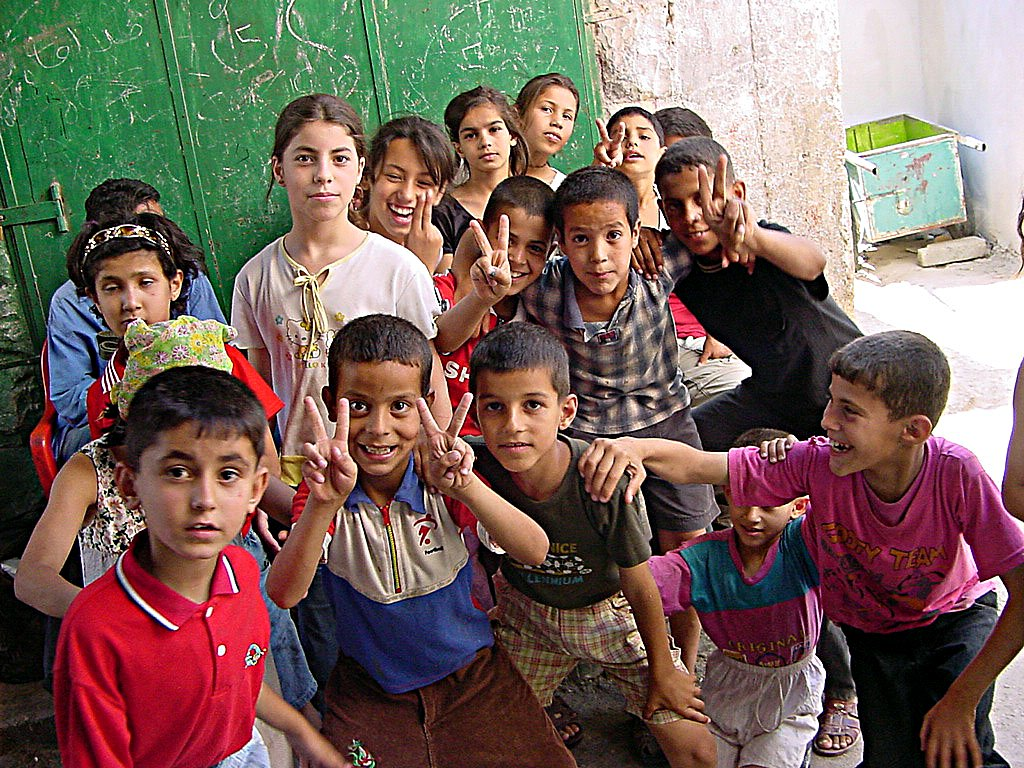
Místní děti
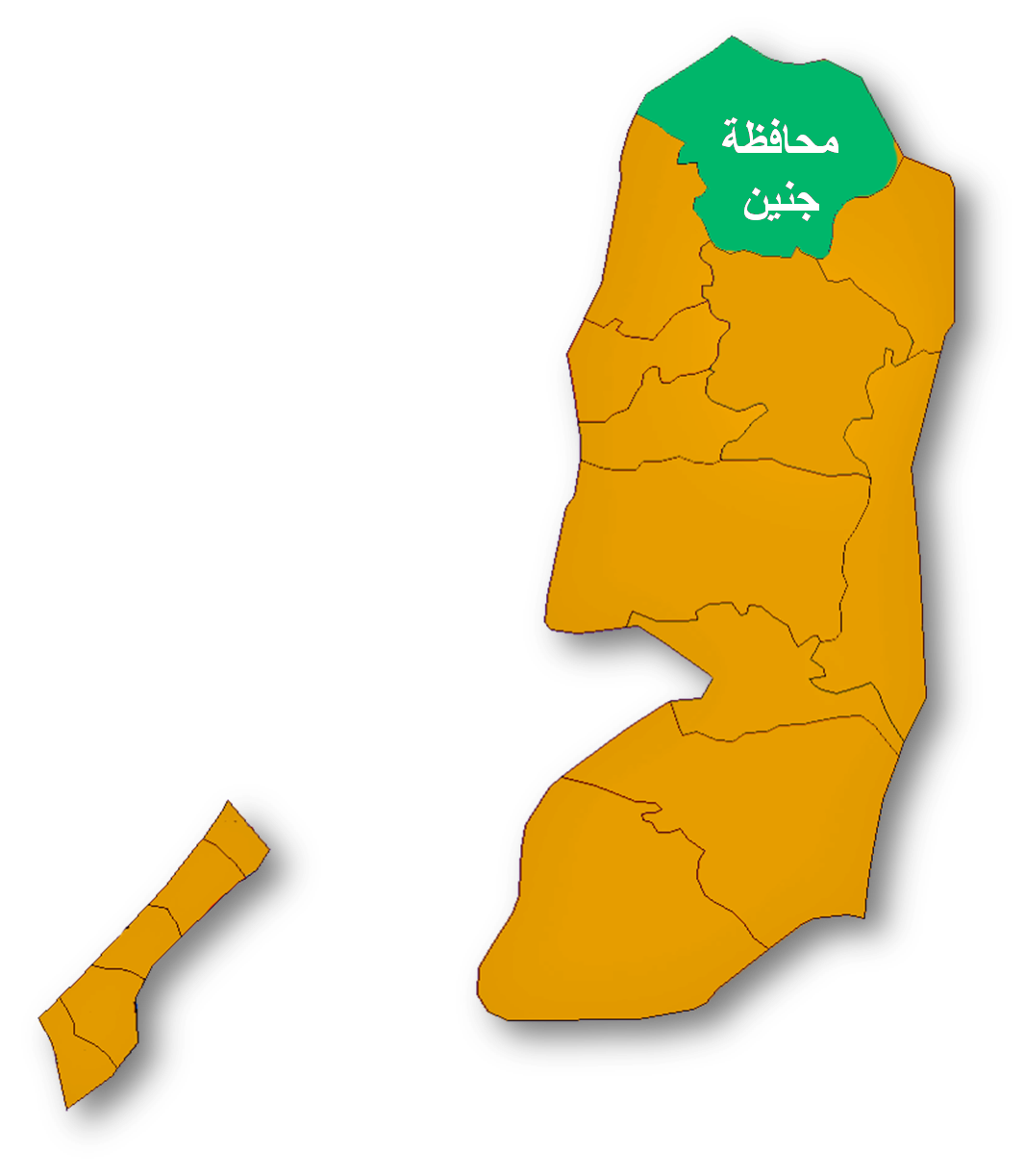
Dženínská gubernie, administrativní zázemí Dženínu